# Säulenheiliger

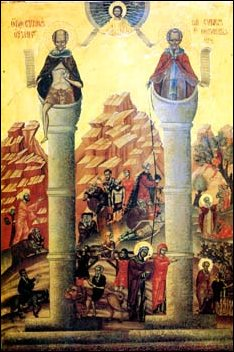
Die Säulenheiligen Symeon Stylites der Ältere (links) und Symeon Stylites der Jüngere (rechts) auf einer Ikone

Als Säulenheiliger oder Stylit (altgriechisch στῦλος stylos ‚Säule‘) wurde zunächst in der Ostkirche ab dem 4./5. Jahrhundert ein Mönch bezeichnet, der zum Zeichen besonderer Askese sein Leben auf dem Kapitell einer Säule zubrachte.

## Christliche Styliten

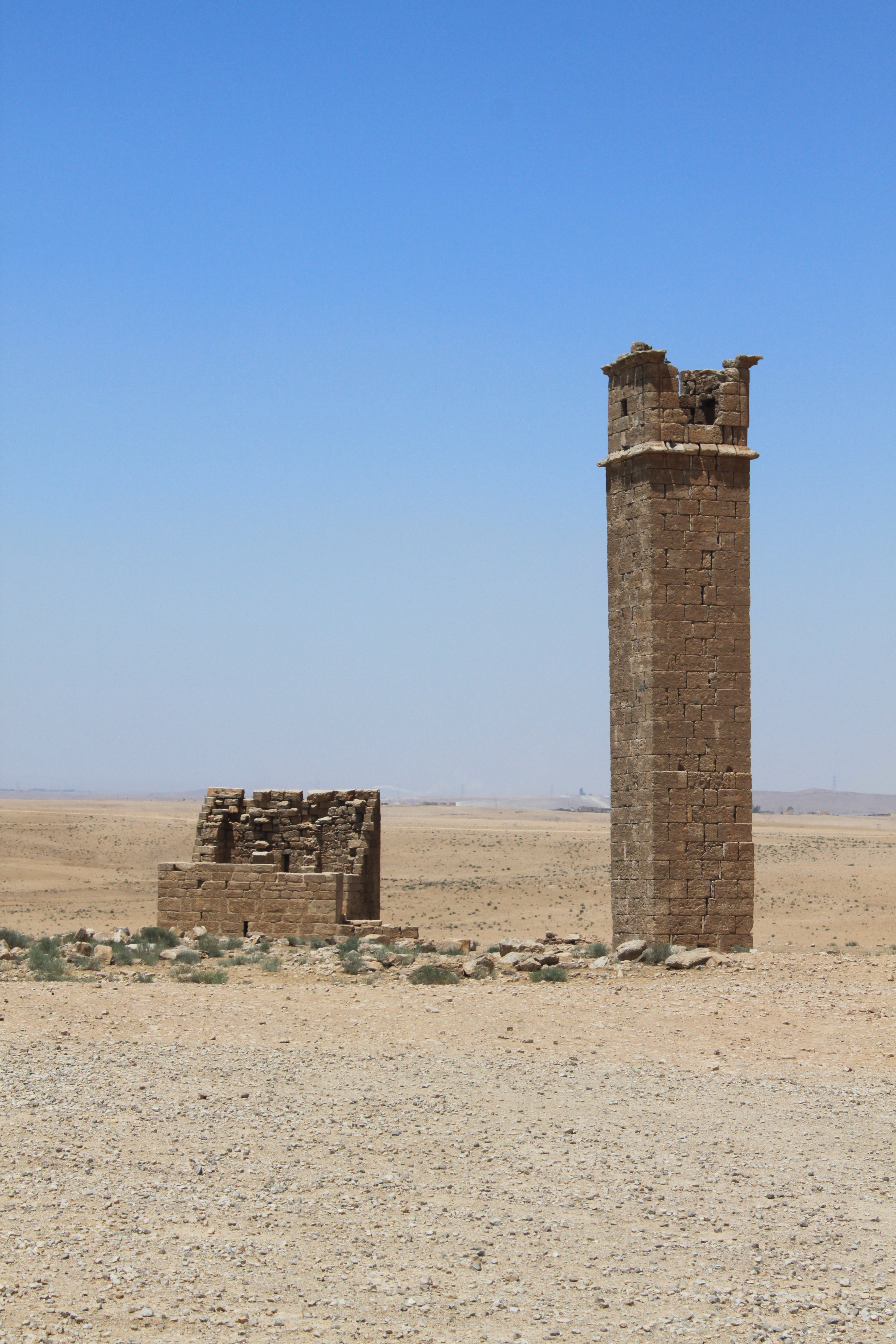
Der 15 Meter hohe Stylitturm im UNESCO-Weltkulturerbe „Archäologische Stätte Umm er-Rasas – Kastron Mefa’a“, Jordanien

Die Säulenheiligen folgten drei asketischen Prinzipien: dem dauerhaften Verweilen an einem Ort, dem Unbehaustsein und dem Stehen. Der erste Säulenheilige war Symeon Stylites der Ältere.
Die Säulen waren unterschiedlich hoch (drei Meter und weit mehr), auf dem Kapitell war eine Platte so angebracht, dass der Asket sich in Ruhe ausstrecken konnte. Vor dem Absturz schützte ein Geländer, Schutz vor Regen und Sonne wurde abgelehnt. Einige gingen beim „Stehen“ so weit, dass sie sich lange Zeit nicht hinlegten. Nahrung und Eucharistie erhielten die Säulenheiligen über Leitern. Ab dem 6. Jahrhundert wurden verschiedene Styliten zum Priester geweiht oder stiegen erst nach der Priesterweihe auf ihre Säulen. Einige verließen die Säulen nie wieder, andere nur aus bedeutenden Anlässen, bei Verfolgungen oder weil sie zum Bischof gewählt worden waren.
Ein georgischer Mönch lebte von 1995 bis 2015 zwei Jahrzehnte als Eremit auf einer 40 Meter hohen Felsnadel, der Kazchi-Säule.

## Mögliche nichtchristliche Vorläufer
Nach Lukian von Samosata (De Dea Syria 28–29) pflegten auch die Verehrer von Dionysos auf Säulen zu stehen. Dies geschah entweder, um den Göttern näher zu sein, oder in Erinnerung an die Deukalionische Flut. Sie standen in Hierapolis Bambyke zweimal jährlich für jeweils sieben Tage auf einer Säule, die dem Gott Bacchus zu Ehren errichtet worden war.

## Rezeption
Die Styliten und das Motiv des „auf der Säule sitzen“ wurden mehrfach rezipiert. Allerdings war der Hintergrund hierbei nicht immer religiös, teilweise auch religionskritisch motiviert.
- Verschiedene Autoren griffen das Motiv in ihren Werken auf, so etwa Mark Twain (A Connecticut Yankee in King Arthur’s Court), Hugo Ball (Triptychon Byzantinisches Christentum), Umberto Eco (Baudolino) und Terry Pratchett (Small Gods).
- Im 20. Jahrhundert wurde unter der Bezeichnung Pfahlsitzen ein nicht religiöser Wettkampf veranstaltet, bei dem es darum ging, möglichst lange auf einem Pfahl sitzend auszuhalten.
- Die mexikanische kirchenkritische Satire Simón del desierto von Luis Buñuel (1965) basiert auf dem Leben von Simeon Stylites dem Älteren.
- Von 2001 bis April 2016 realisierte der Düsseldorfer Künstler Christoph Pöggeler sein bislang 10-teiliges Projekt Säulenheilige, bei dem er Personen verschiedener Bevölkerungsgruppen realistisch nachbildete und diese Skulpturen jeweils auf einer Litfaßsäule platzierte und innerhalb des Düsseldorfer Stadtgebiets ausstellte.
- Bei seinem Projekt Vertigo (2002) stand der amerikanische Künstler David Blaine beinahe zwei Tage lang auf einer Säule in New York.

## Bekannte Styliten

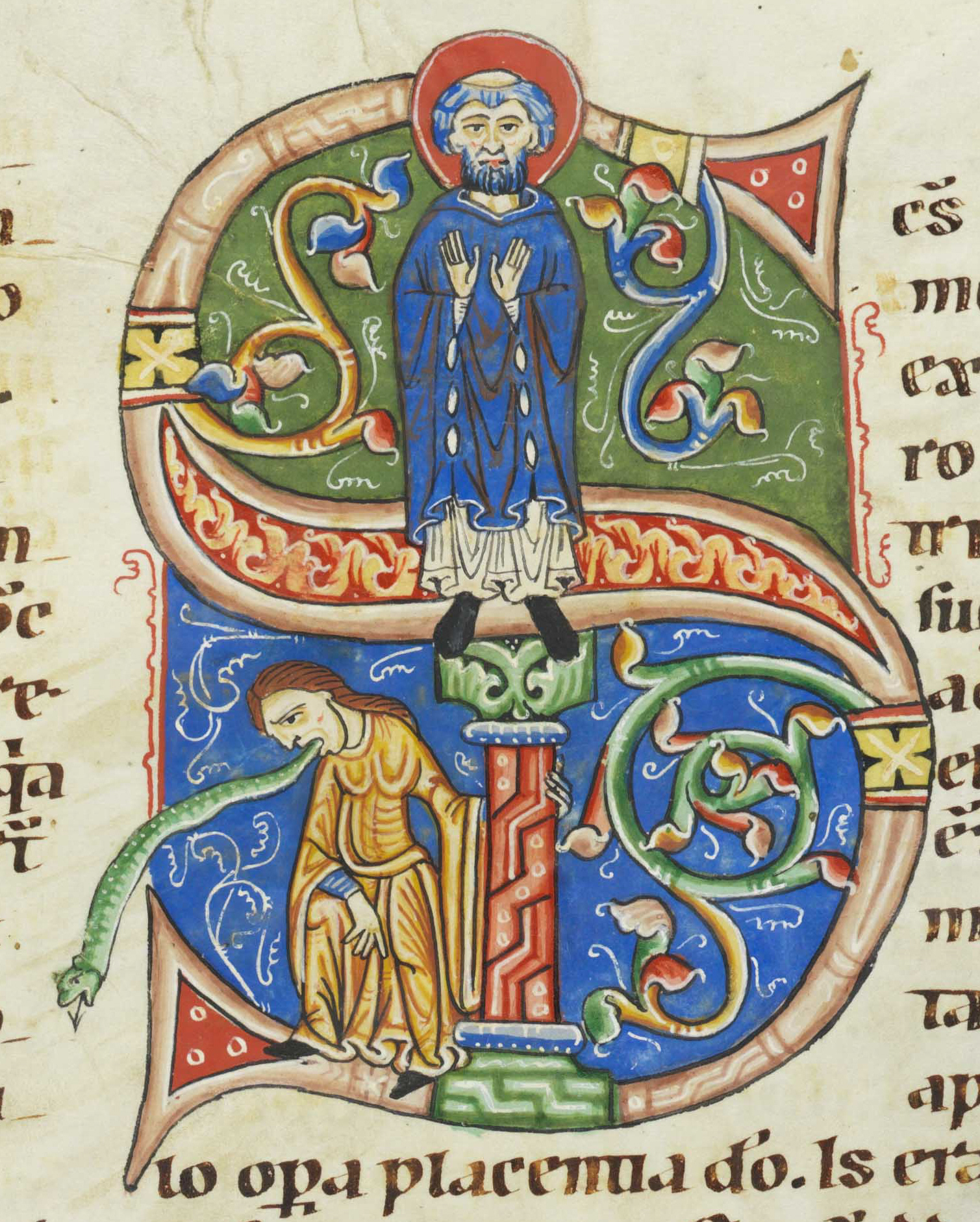
Der hl. Symeon Stylites heilt eine Frau, die eine Schlange verschluckt hat (aus dem Weißenauer Passionale, Ende 12. Jh.)

- Symeon Stylites der Ältere (389–459)
- Symeon Stylites der Jüngere (521–592)
- Daniel Stylites (um 409–493)
- Wulfilaich (6. Jahrhundert)
- Alypius (7. Jahrhundert), Heiliger der griechischen Kirche
- Seraphim von Sarow (19. Jahrhundert), Russland